# Peter-Paul Heinemann
Peter-Paul Heinemann (ur. 9 października 1931 w Kolonii, zm. 23 lutego 2003 w Fellingsbro) – szwedzki lekarz i naukowiec.
W latach 60. XX wieku Heinemann zastosował termin „mobbing” do opisania wrogich zachowań dzieci w szkołach.
W 1972 roku pokazała się na rynku pierwsza książka na temat mobbingu omawiająca sprawy przemocy grupowej wśród dzieci.